# Дом Мейерхольда
ГБУК Центр театрального искусства «Дом Мейерхо́льда» — государственный музей-театр в Пензе, в доме, в котором в 1881—1895 гг. жил Карл Мейерхольд. В экспозиции музея представлены жизнь и творчество В. Э. Мейерхольда. Приоритетным направлением деятельности центра является создание экспериментальных спектаклей, в основе которых лежат научные разработки творческого наследия В. Э. Мейерхольда. По статусу — государственное бюджетное учреждение культуры.

## История
Музей был открыт 24 февраля 1984 г. и стал первым музеем-мемориалом театрального режиссёра в России и за рубежом.
Деревянная усадьба семьи Мейерхольд в которой располагается музей является объектом культурного наследия федерального значения.
В июне 2005 года в городе Пенза состоялось присуждение премии Губернатора Пензенской области за достижения в литературе, журналистике и профессиональном художественном творчестве. В номинации «Исполнительское мастерство в театральных постановках» премию получил актерский состав спектакля «Зимняя сказка» по пьесе У.Шекспира Театра Доктора Дапертутто, художественный руководитель и режиссер – Заслуженный деятель искусств России Наталия Аркадьевна Кугель.
Когда в 2001 году Наталия Кугель получила грант Президента РФ за проект «Театр Доктора Дапертутто» («ТДД»), предполагающий работу актеров живого плана с куклами-марионетками в жанре commedia dell’arte, трудно было себе представить реальное развитие событий. Но в 2003 году, решением Правительства Пензенской области, бывший Музей Мейерхольда был реорганизован в Центр театрального искусства «Дом Мейерхольда». Так в доме Мейерхольда возник профессиональный театр-лаборатория, первая «собственная» актерская труппа – и проект «ТДД» стал воплощаться в жизнь. Актерами в труппу были набраны исключительно мужчины. Это диктовалось условиями жанра проекта, тяжелыми физическими нагрузками – и самой идеей сценической практики творческого наследия великого Мастера, изученного сотрудниками бывшего музея за 20 лет исследовательской работы.
Первым этапом проекта была постановка трех пьес У.Шекспира – «Зимняя сказка», «Буря» и «Цимбелин», и трех пьес К. Гоцци, из которых в то время была поставлена только «Зеленая птичка», но впоследствии – и «Счастливые нищие». Зато в репертуаре «ТДД» появились такие имена как Э.-Т.-А. Гофман, М.Булгаков, Н.Гоголь, А.Пушкин, С.Мрожек, Б.Джонсон, М.Салтыков-Щедрин и др., что соответствовало проекту «театра масок».
В труппе театра работают профессионалы, имеющие образование драматических актеров, актеров-кукольников, музыканты. Театр строит свою работу на «живом» исполнении вокальных номеров, музыкальных партий, развитии пластического и хореографического мастерства артистов.
«Театр Доктора Дапертутто» – участник российских и международных фестивалей, один из самых востребованных театров региона.

## Настоящее время
В Центре ведёт свою деятельность государственный драматический «Театр Доктора Дапертутто». Музейная экспозиция «Мейерхольд. Хроники» посвящена пензенскому периоду жизни Мейерхольда.
На территории Центра открыт первый в мире памятник Всеволоду Мейерхольду (автор Ю. Ткаченко).
Художественный руководитель Театра Доктора Дапертутто — Дмитрий Викторович Кинге.
Директор ЦТИ «Дом Мейерхольда» — Татьяна Петровна Максимова.

## Репертуар
«Три апельсина» (опус 10)
«Похождения Чичикова» (опус 14)
«Венецианские затейники» (Опус 15)
«Легенда Раджастана» (Опус 16)
«Вдовы» (Опус 17)
«Дневник Анны Франк on-line»
«Розенкранц и Гильденстерн мертвы» (Опус 26)
«Да, васильки, васильки…» (Опус 29)
«Баллада о рыцаре Родриго» (Опус 31)
«Эрнст-Теодор-Амадей» (Опус 32)
«В открытом море» (Опус 33)
«АРТ» (Опус 34)
«Splendid’s / Сплендид» (Опус 35)
«День человеческий» (Опус 36)
«Академия смеха» (Опус 37)
«Мышли-Шишли» (Опус 38)

### Видео
- Празднование 140-летия Всеволода Мейерхольда
- Музей сценического искусства им. Мейерхольда